# Back In The World Tour
Back in the World Tour fue una gira del músico británico Paul McCartney. 

## Europa
Supuso su primera gira mundial por Europa desde la gira The New World Tour (1993), después de organizar un año antes Driving World Tour, que llevó al músico por Norteamérica y Japón. La gira comenzó el 25 de marzo con un concierto en el Palais Omnisports de Paris-Bercy de París, Francia, y finalizó tres meses después, el 1 de junio, con un concierto en su ciudad natal, Liverpool.
Tras ofrecer sus seis primeros conciertos, McCartney sufrió una gripe que lo obligó a cancelar su segunda fecha en Sheffield y a reorganizar el calendario de la gira. Una vez recuperado, modificó parcialmente la lista de canciones, eliminando de los conciertos canciones como «Coming Up», «Driving Rain» y «Maybe I'm Amazed». En su lugar, comenzó a tocar «Things We Said Today», «I've Just Seen a Face» y «Two of Us», y añadió por primera vez una extracto de la canción de Jimi Hendrix «Foxy Lady» al final de «Let Me Roll It». Cinco conciertos más tarde, McCartney volvió a rescatar «Maybe I'm Amazed» en sustitución de «Things We Said Today».
Su concierto en Moscú fue filmado y publicado en el DVD de 2005 Paul McCartney in Red Square.

## La Banda
| Rusty Anderson (guitarra eléctrica, guitarra acústica, coros)                          | Paul McCartney (vocalista, bajo, guitarra eléctrica, guitarra acústica, piano, ukelele) | Paul McCartney (vocalista, bajo, guitarra eléctrica, guitarra acústica, piano, ukelele) | Paul McCartney (vocalista, bajo, guitarra eléctrica, guitarra acústica, piano, ukelele) | Brian Ray (guitarra eléctrica, guitarra acústica, bajo, coros) |
| Paul "Wix" Wickens (teclados, guitarra acústica, percusión, armónica, acordeón, coros) | Paul McCartney (vocalista, bajo, guitarra eléctrica, guitarra acústica, piano, ukelele) | Paul McCartney (vocalista, bajo, guitarra eléctrica, guitarra acústica, piano, ukelele) | Paul McCartney (vocalista, bajo, guitarra eléctrica, guitarra acústica, piano, ukelele) | Abe Laboriel, Jr. (batería, percusión, bajo, coros)            |

## Fechas
| Fecha               | Ciudad     | País         | Estadio                                 |
| ------------------- | ---------- | ------------ | --------------------------------------- |
| Europa              |            |              |                                         |
| 25 de marzo de 2003 | París      | Francia      | Palais Omnisports de Paris-Bercy        |
| 28 de marzo de 2003 | Barcelona  | España       | Palau Sant Jordi                        |
| 29 de marzo de 2003 | Barcelona  | España       | Palau Sant Jordi                        |
| 1 de abril de 2003  | Amberes    | Bélgica      | Sportpaleis                             |
| 2 de abril de 2003  | Amberes    | Bélgica      | Sportpaleis                             |
| 5 de abril de 2003  | Sheffield  | Reino Unido  | Hallam FM Arena                         |
| 9 de abril de 2003  | Manchester | Reino Unido  | Manchester Evening News Arena           |
| 10 de abril de 2003 | Manchester | Reino Unido  | Manchester Evening News Arena           |
| 13 de abril de 2003 | Birmingham | Reino Unido  | National Indoor Arena                   |
| 14 de abril de 2003 | Birmingham | Reino Unido  | National Indoor Arena                   |
| 18 de abril de 2003 | Londres    | Reino Unido  | Earls Court Exhibition Centre           |
| 19 de abril de 2003 | Londres    | Reino Unido  | Earls Court Exhibition Centre           |
| 21 de abril de 2003 | Londres    | Reino Unido  | Earls Court Exhibition Centre           |
| 22 de abril de 2003 | Londres    | Reino Unido  | Earls Court Exhibition Centre           |
| 25 de abril de 2003 | Arnhem     | Países Bajos | Gelredome                               |
| 27 de abril de 2003 | Colonia    | Alemania     | Kölnarena                               |
| 28 de abril de 2003 | Colonia    | Alemania     | Kölnarena                               |
| 30 de abril de 2003 | Hannover   | Alemania     | Preussag Arena                          |
| 2 de mayo de 2003   | Copenhague | Dinamarca    | Parken Stadium                          |
| 4 de mayo de 2003   | Estocolmo  | Suecia       | Stockholm Globe Arena                   |
| 5 de mayo de 2003   | Estocolmo  | Suecia       | Stockholm Globe Arena                   |
| 8 de mayo de 2003   | Oberhausen | Alemania     | König Pilsener Arena                    |
| 10 de mayo de 2003  | Roma       | Italia       | Interior del Coliseo Romano             |
| 11 de mayo de 2003  | Roma       | Italia       | Exterior del Coliseo Romano             |
| 14 de mayo de 2003  | Viena      | Austria      | Wiener Stadthalle                       |
| 15 de mayo de 2003  | Budapest   | Hungría      | Arena Deportiva de Budapest László Papp |
| 17 de mayo de 2003  | Munich     | Alemania     | Königsplatz                             |
| 18 de mayo de 2003  | Munich     | Alemania     | Königsplatz                             |
| 21 de mayo de 2003  | Hamburgo   | Alemania     | AOL Arena                               |
| 24 de mayo de 2003  | Moscú      | Rusia        | Plaza Roja                              |
| 27 de mayo de 2003  | Dublín     | Irlanda      | RDS Arena                               |
| 29 de mayo de 2003  | Sheffield  | Reino Unido  | Hallam FM Arena                         |
| 1 de junio de 2003  | Liverpool  | Reino Unido  | King's Dock                             |

## Lista típica de canciones
| 1. "Hello, Goodbye" 2. "Jet" 3. "All My Loving" 4. "Getting Better" 5. "Coming Up" 6. "Let Me Roll It" 7. "Lonely Road" 8. "Driving Rain" 9. "Your Loving Flame" 10. "Blackbird" 11. "Every Night" 12. "We Can Work It Out" 13. "You Never Give Me Your Money"/"Carry That Weight" 14. "Fool On The Hill" 15. "Here Today" 16. "Something" 17. "Eleanor Rigby" 18. "Here, There, and Everywhere" 19. "I've Just Seen a Face" 20. "Calico Skies" | 1. "Two of Us" 2. "Michelle" 3. "Band On The Run" 4. "Back In The USSR" 5. "Maybe I'm Amazed" 6. "Let Em In" 7. "My Love" 8. "She's Leaving Home" 9. "Can't Buy Me Love" 10. "Birthday" 11. "Live and Let Die" 12. "Let It Be" 13. "Hey Jude" 14. "The Long and Winding Road" 15. "Lady Madonna" 16. "Nel Blu, Dipinto Di Blu" (sólo en Roma) 17. "I Saw Her Standing There" 18. "Yesterday" 19. "Sgt. Pepper's Lonely Heart Club Band" (Reprise) 20. "The End" |